# Pyogenesis
Pyogenesis är en tysk musikgrupp från Stuttgart som grundades 1991 och har spelat olika typer av musik. Bandet började som ett death metal-band och har därefter spelat allt från death/doom och gothic metal till punkrock och alternativ metal. Bandmedlemmarna bor numera i Hamburg och har hittills släppt sju studioalbum samt några EPs och singlar.

## Medlemmar

### Nuvarande medlemmar
- Flo Schwarz – gitarr, sång, keyboard (1991–)
- Malte Brauer – basgitarr (2002–)
- Jan Räthje – trummor (2015–)
- Thilo Schmidt – gitarr (2018–)

### Tidigare medlemmar
- Thomas Wildelau – trummor
- Joe 'Azazel' Proell – basgitarr (1991–1994)
- Pit Muley – trummor (1991–1993)
- Tim 'Asmodeus' Eiermann – gitarr, sång (1991–1999, 2014–2015)
- Wolle Maier – trummor (1993–1999)
- Roman Schönsee – basgitarr (1995–1999)
- Mirza Kapidzic – basgitarr (2000–2001)
- Tobias "Briefmarke" Morrell – trummor (2000–?)
- Sophie Rutard – gitarr (2000–?)
- Sophie du Coudray – gitarr (2000–?)
- Gizz Butt – gitarr (2015–2018)

## Diskografi

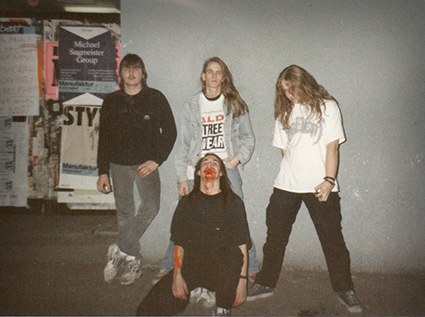
Pyogenesis år 1991.

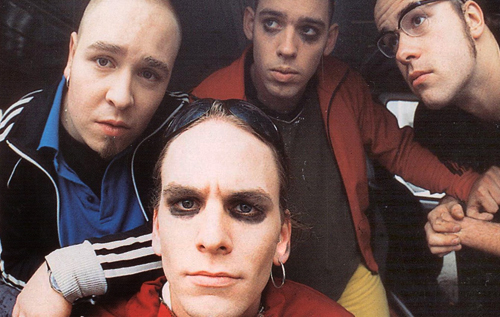
Pyogenesis under inspelningen av musikvideon till låten "Love Nation Sugarhead" år 1997.

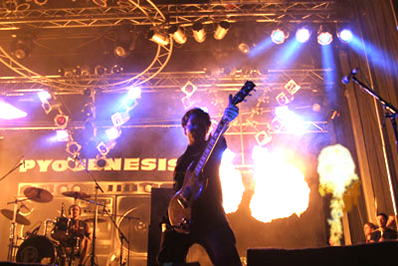
Pyogenesis på SummerBreeze 2003.

### Studioalbum
- 1992: Ignis Creatio (Mini-Album, Osmose Productions/SPV Records)
- 1994: Sweet X-Rated Nothings (Nuclear Blast/Warner Music)
- 1995: Twinaleblood (Nuclear Blast/Warner Music)
- 1997: Unpop (Nuclear Blast/Warner Music)
- 1998: Mono … Or Will It Ever Be the Way It Used to Be (Nuclear Blast/Warner Music)
- 2000: P … or Different Songs in Different Sounds (Remix-Album, CD-Digipak, Nuclear Blast/Warner Music)
- 2002: She Makes Me Wish I Had a Gun (Hamburg Records / Sony Music)
- 2015: A Century in the Curse of Time (AFM Records)
- 2017: A Kingdom to Disappear (AFM Records)
- 2020: A Silent Soul Screams Loud (AFM Records)

### Demo, singlar och EP
- 1991: "Ode to the Churning Seas of Nar-Mataru" (Demo-Tape)
- 1991: "Rise of the Unholy" (Mephitic Productions)
- 1992: "Sacrificious Profanity" (Symphonies of Death Records)
- 1994: "Waves of Erotasia" (Nuclear Blast/SPV Records)
- 1995: Underneath EP (MDD Records)
- 1996: "Love Nation Sugarhead" (Nuclear Blast/Warner Music)
- 2002: "I Feel Sexy" (Hamburg Records/Sony Music)

### Samlingsalbum
- 1997: Sweet X-Rated Nothings / Waves of Erotasia (Nuclear Blast)
- 2000: P... or Different Songs in Different Sounds (Nuclear Blast)

### Musikvideor
- 1995: Twinaleblood
- 1995: Addiction Pole
- 1996: Love Nation Sugarhead
- 1997: Blue Smiley’s Plan
- 1998: Drive Me Down
- 2000: Empty Space
- 2002: Don’t You Say Maybe
- 2015: Steam Paves Its Way (The Machine)
- 2015: Lifeless
- 2017: Sleep Is Good / Every Man for Himself … and God Against All
- 2017: I Have Seen My Soul
- 2017: New Helvetia